# Abraham Chepkirwok

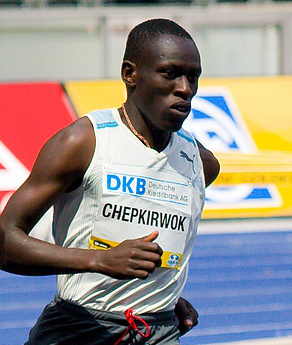
Abraham Chepkirwok.

Abraham Chepkirwok, född den 18 november 1988 i Kapchorwa, är en ugandisk friidrottare som tävlar i medeldistanslöpning.
Chepkirwok genombrott kom när han blev bronsmedaljör vid VM för juniorer 2006 på 800 meter på tiden 1:47,79. Året efter deltog han vid VM i Osaka och slutade då på en fjärde plats på tiden 1:47,41. 
Han deltog även vid Olympiska sommarspelen 2008 men blev utslagen redan i semifinalen. Året avslutade han med att bli tvåa vid IAAF World Athletics Final 2008 i Stuttgart på tiden 1:49,22 efter Alfred Kirwa Yego. 